# 로빈슨 스크로
로빈슨 스크로(Robinson Sucroë)는 프랑스와 캐나다에서 만든 텔레비전 애니메이션이다. 1994년 처음 방영되었다. 대니얼 디포의 소설 《로빈슨 크루소》가 원작이다.
클로드 로뱅송이 1980년대에 시나(Cinar)에 보여준 작품을 표절해서 만든 것이라는 것이 2009년에 밝혀졌다. 2013년 로뱅송에게 520만 캐나다 달러를 지급하라는 판결이 캐나다 대법원에서 확정되었다.